# Alessio Deli
Alessio Deli (Marino, 14 febbraio 1981) è uno scultore italiano.

## Biografia
Alessio Deli è nato a Marino (Italia), in provincia di Roma, nel 1981. Si avvicina alla scultura grazie alla frequentazione con il celebre scultore post-futurista Umberto Mastroianni. Dopo gli studi all'Istituto d'Arte di Marino si diploma all'Accademia di belle arti di Carrara. Successivamente si abilita all'insegnamento delle Discipline Plastiche presso l'Accademia di belle arti di Roma. Nel 2022 consegue il dottorato di ricerca in storia dell’arte contemporanea e critica d’arte presso l’Università degli studi di Roma Tor Vergata, e sempre nello stesso anno è vincitore del premio di operosità artistica dal Fondo Nazionale PSMSAD.
Le sue opere sono state esposte e collocate in numerosi spazi museali e siti di rilevante importanza archeologica.
Tra le sue principali mostre personali "Patina Memoriae", 2025 Case romane del Celio di Roma, "Fragile", 2024 Polo museale Sapienza Museo dell'Arte Classica Sapienza Università di Roma, "Anthropocene", 2021 MacS Museo arte contemporanea Sicilia, "Alessio Deli, Incontri a Sutri, Da Giotto a Pasolini", 2020 Loggiato del Museo di palazzo Doebbing città di Sutri, "La Bellezza e la Ruggine",2016 Chiesa di Santa Rita da Cascia in Campitelli Roma,"Odusia", 2012 Museo diocesano (Cortona) e MAV Museo dell'Agro Veientano città di Formello, "Metamorphosis, 2007 Museo civico Umberto Mastroianni.

## Stile e Contenuti
Lo stile scultoreo dell’artista ha profonde radici nella tradizione classica ma allo stesso tempo guarda il contemporaneo. Questa dualità, inizialmente basata sul recupero di materiali abbandonati e di riciclo, adesso si basa su un recupero della memoria e delle identità storiche legate alla tradizione plastica italiana.La bellezza ideale delle opere di Deli è tipicamente rappresentativa delle arti del Mediterraneo. Opere che contrastano con il mondo contemporaneo che le circonda, ricco di difficoltà e contraddizioni, e queste sembrano osservare noi umani da un luogo distante ed enigmatico, che fa presagire un senso di rinascita. Lo storico e critico d'arte Lorenzo Canova ben riassume il lavoro di Deli in questo estratto dal catalogo della mostra "La Bellezza e la Ruggine" edito dalle Edizioni Tored nel 2016 “Alessio Deli rivisita con maestria la grazia e la bellezza misteriosa delle donne rinascimentali scolpite da Francesco Laurana, da Verrocchio o da Jacopo della Quercia, unendo i materiali tradizionali della grande scultura alla ricerca sui nuovi materiali e sui materiali di recupero nata col Futurismo e giunta fino all’Arte Povera e oltre, in una ricerca che ha avuto il suo apice nell’opera di Alberto Burri insieme a quella di Ettore Colla, Mimmo Rotella e Jannis Kounellis…
In questo modo Deli sembra dialogare col passaggio del tempo, con lo splendore e la rovina del mondo, mettendo in evidenza il disastro ambientale fatto di scorie e di rifiuti, ma lasciando aperta la strada a una possibilità di rinnovamento…

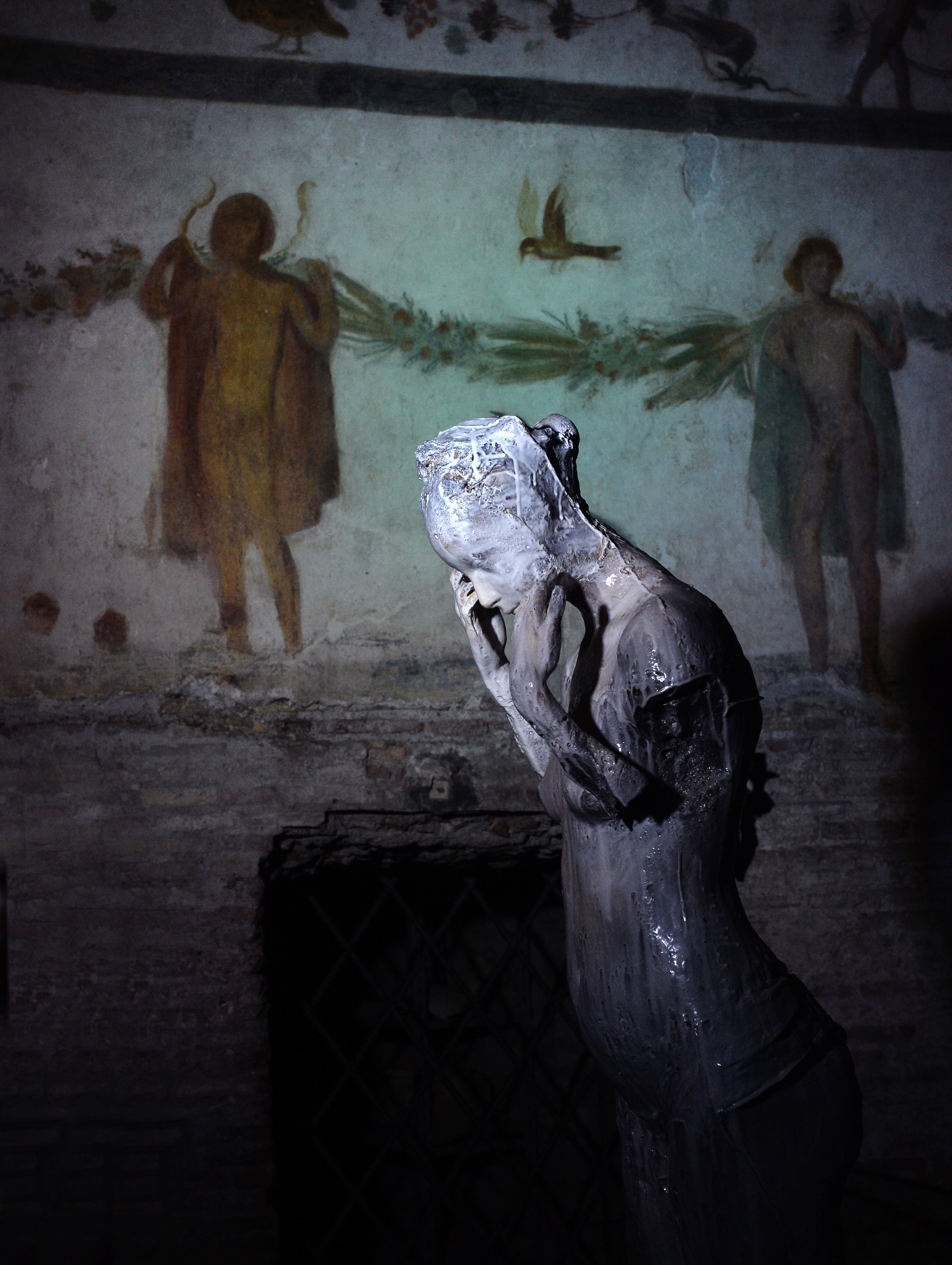
Cerere, 2025, Case romane del Celio

Deli crea cicli suggestivi di sculture che compongono una sorta di denso ed elegante racconto figurativo. Queste figure si collocano dunque come sacerdotesse ieratiche, vergini custodi di riti e di culti perduti, vestali che nella loro solennità ci pongono di fronte a enigmi inquietanti, portatrici di messaggi superiori destinati a essere interpretati come segni di misteri ultraterreni”.

## Collezioni Permanenti e Opere Pubbliche
- Museo dell’Arte Classica – Sapienza Università di  Roma.
- Cittadellarte-Fondazione Pistoletto, Biella.
- MacS (Museo d'Arte Contemporanea Sicilia), Catania.
- Museo d’Arte Contemporanea Roberto Bilotti, Rende, Cosenza.
- MAM Museo Arte e Mestieri della Provincia di Cosenza.
- Raccolta Civica d'Arte Contemporanea, Palazzo Simoni  Fè, Bienno, Brescia.
- TV 2000, Sede Generale, Roma.
- Basilica S. Maria in Aracoeli, Roma.
- Nuova Chiesa S. Pietro Apostolo, Cosenza.

## Principali Pubblicazioni
- Fragile, a cura di Edoardo Marcenaro, Cecilia Carrara, Stefano Colonna e Marianna D'Ovidio, Ed. Tored 2024 ISBN 9791281673090
- Anthropocene, a cura di Adriano Pricoco e Daniele Raneri, 2021, Museo Arte Contemporanea Sicilia.
- Exit. Contemporary Sculpture, a cura di Olivia Hontas e Clarissa Spoladore, 2021, Ludvig Rage Club Publisher Berlin.
- The Guide Artist Magazine. Issue 42, February 2021. Articolo da pagg. 22 a pagg. 31, più quarta di copertina, 2021, The Guide Artist Magazine.
- Incontri a Sutri. Da Giotto a Pasolini, a cura di Vittorio Sgarbi, Ed. Contemplazioni 2020, ISBN 978-88-943133-8-3
- Korai, Incipit Memoria, a cura di Carmelo Occhipinti, Ed. Tored 2019, ISBN 978-88-99846-28-2 La bellezza e la ruggine, a cura di Lorenzo Canova, con una poesia inedita di Marco Lodoli, Ed. Tored 2016, ISBN 978-88-99846-08-4
- Tattoo forever, a cura di Achille Bonito Oliva, Ed. Gangemi 2016, ISBN 978-88-492-3261-5
- Alessio Deli, a cura di Francesco Negri Arnoldi, Ed. Tored 2015, ISBN 978-88-88617-88-6
- Natura, a cura di Graziano Menolascina, Ed. Print Me 2013, ISBN 978-88-96496-12-1
- Grugliascolpita, Simposio di Scultura, a cura di Stefano Dall’Ara, Ed. Gribaudo 2012, ISBN 88-8058-247-X
- Fabula in Art, quarta edizione, catalogo opere mostra e asta bandita da Christie’s, a cura di Alberto Michelini, Ed. Il Cigno GG, Roma, 2012, ISBN 978-88-7831-282-1
- Fabula in Art, seconda edizione, catalogo opere mostra e asta bandita da Farsetti Arte, a cura di Bianca Alfonsi, Elisabetta di Mambo, Alessia Montani, Giorgia Simoncelli, Ed. Il Cigno GG, Roma, 2010, ISBN 978-88-7831-219-7
- Fabula in Art, prima edizione, catalogo opere mostra e asta bandita da Farsetti Arte, a cura di Bianca Alfonsi, Alessia Montani, Giorgia Simoncelli, Ed. Il Cigno GG, Roma, 2009, ISBN 978-88-7831-237-1
- Alessio Deli e il sacro, un’indagine tra Rinascimento e Arte Povera, ISSN 1974-4455 (WC · ACNP) (codice ISSN attribuito il 7 marzo 2008).

## Documentari

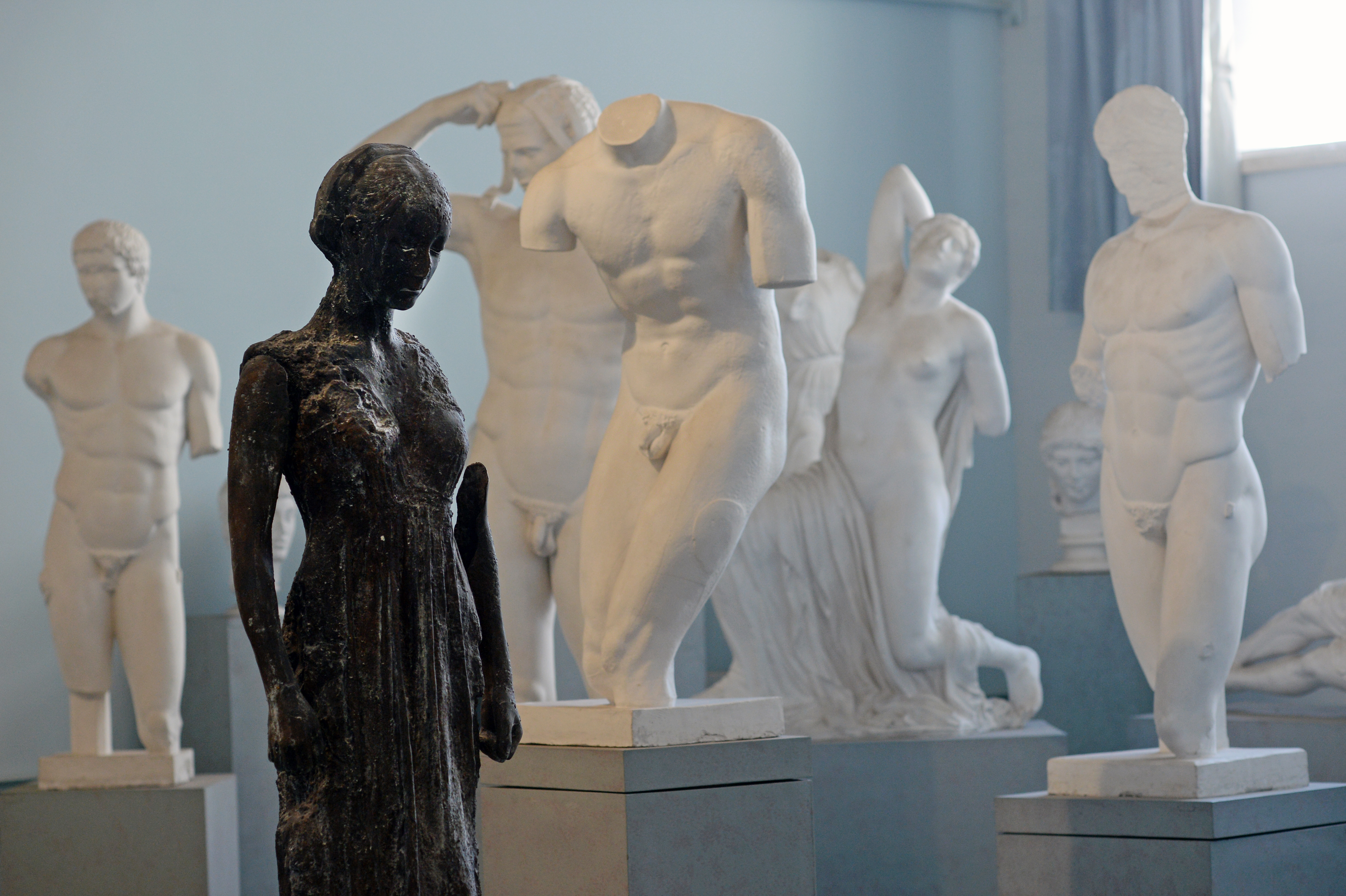
Una Kore in bronzo di Alessio Deli che dialoga con sculture classiche nella mostra "Fragile" Polo museale Sapienza Museo dell'Arte Classica di Roma.

La Scultura Ecologica di Alessio Deli, Arte Rai 2013.